# 撥奏

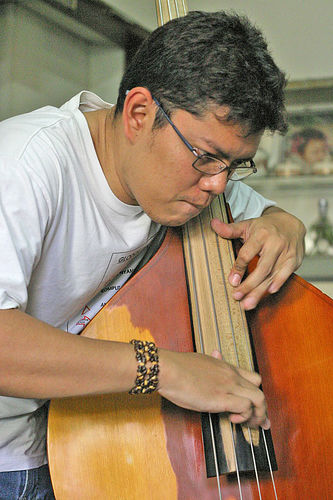
爵士貝斯一般來說，行進低音是以撥弦的方式演奏。上圖所示的爵士貝斯演奏方式，與傳統的撥奏不同。

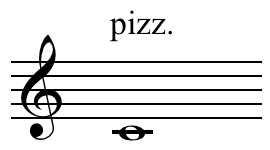
中央C，撥奏

撥奏（義大利語：Pizzicato，/ˌpɪtsɪˈkɑːtoʊ/，義大利語：[pittsiˈkaːto]；原意為“捏”，或概稱為“彈撥”）是一種彈撥弦樂器琴弦的演奏技巧。實際的演奏方式或因樂器不同而有所變化 ：
- 在弓弦樂器上，是指用手指撥弦，而不是使用弓來演奏的方法，這會產生短促且具打擊感的聲響，與用弓奏所產生持續性的聲音截然不同。
- 在鍵盤等鍵盤弦樂器上，也可能會以撥奏的方式演奏（雖然一般在曲目中很罕見，但此技巧已被多位音樂家引入現代音樂中使用，諸如George Crumb、武滿徹、Helmut Lachenmann等人），與其他數種以直接碰觸琴弦方式演奏的技巧統稱為「弦樂鋼琴」。
- 在吉他上，是指在撥弦後將琴弦「悶住」(muted)的演奏方法，聲響近似於弓弦樂器上的撥奏，但聲音持續的長度相對較短。在非古典吉他的領域中，這種技巧也被稱為右手悶音。